# Château d'Otrante
Ne doit pas être confondu avec Le Château d'Otrante.
Le château d'Otrante (italien : Castello di Otranto) est un château qui se trouve à Otrante dans la province de Lecce (Pouilles) et dont l'origine remonte au XIe siècle.

## Histoire et description

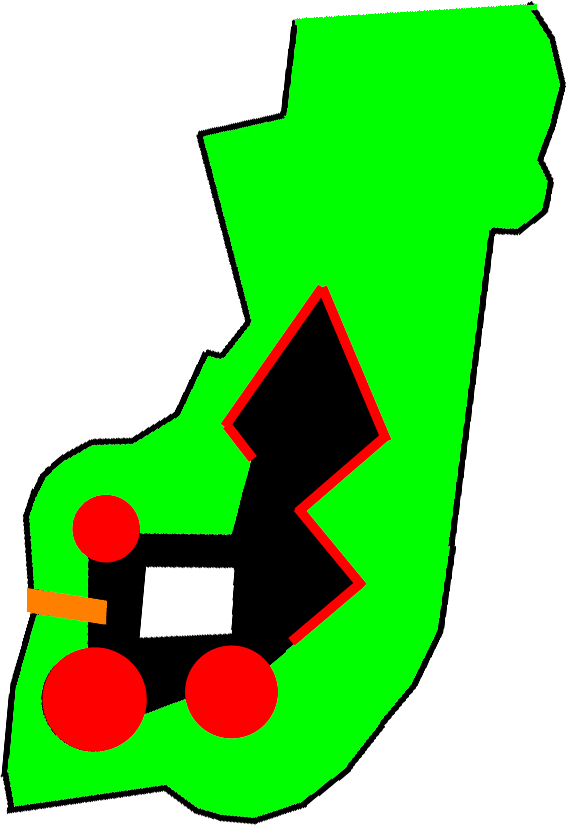
Plan du château

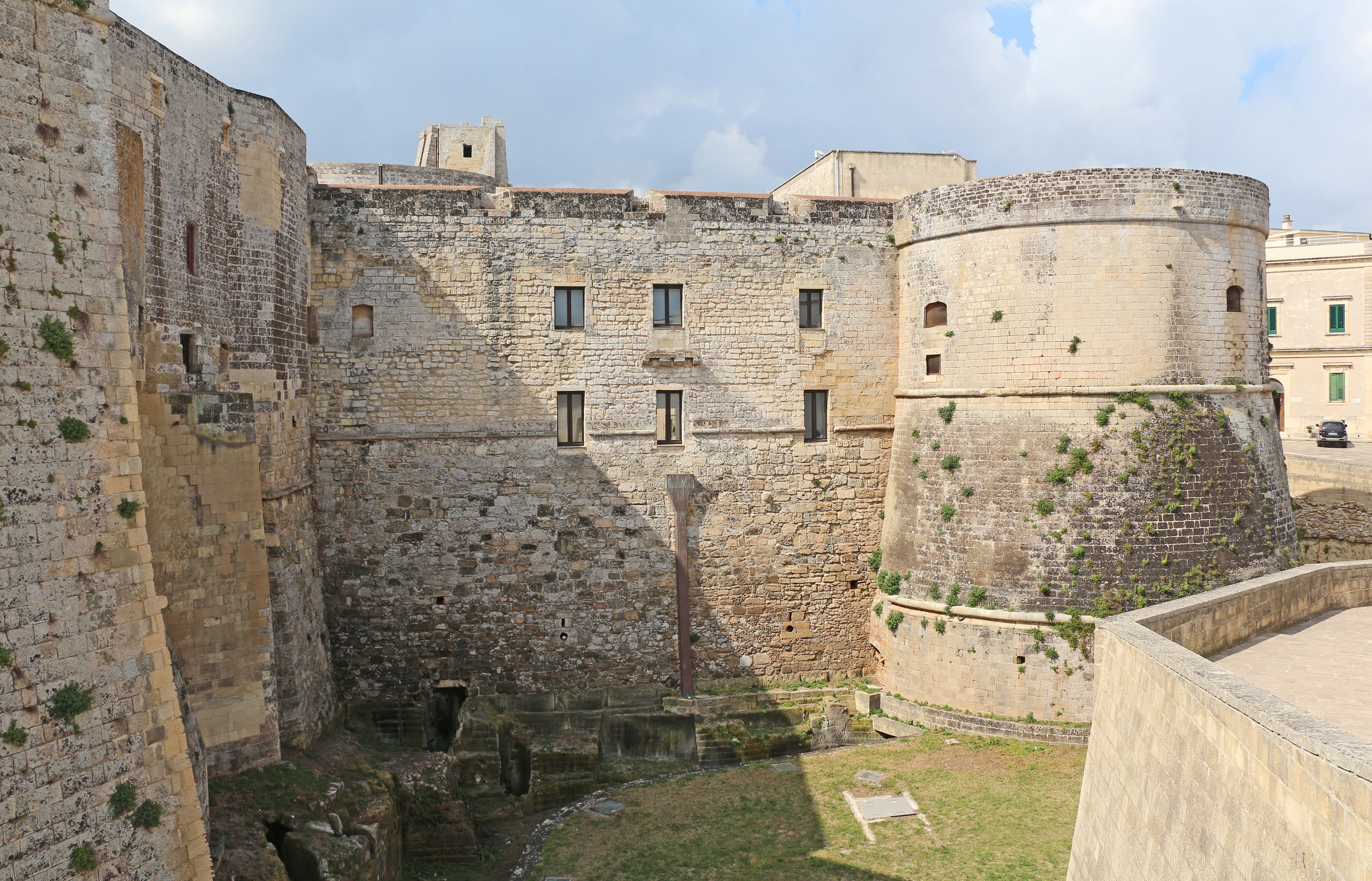
Vue de la forteresse

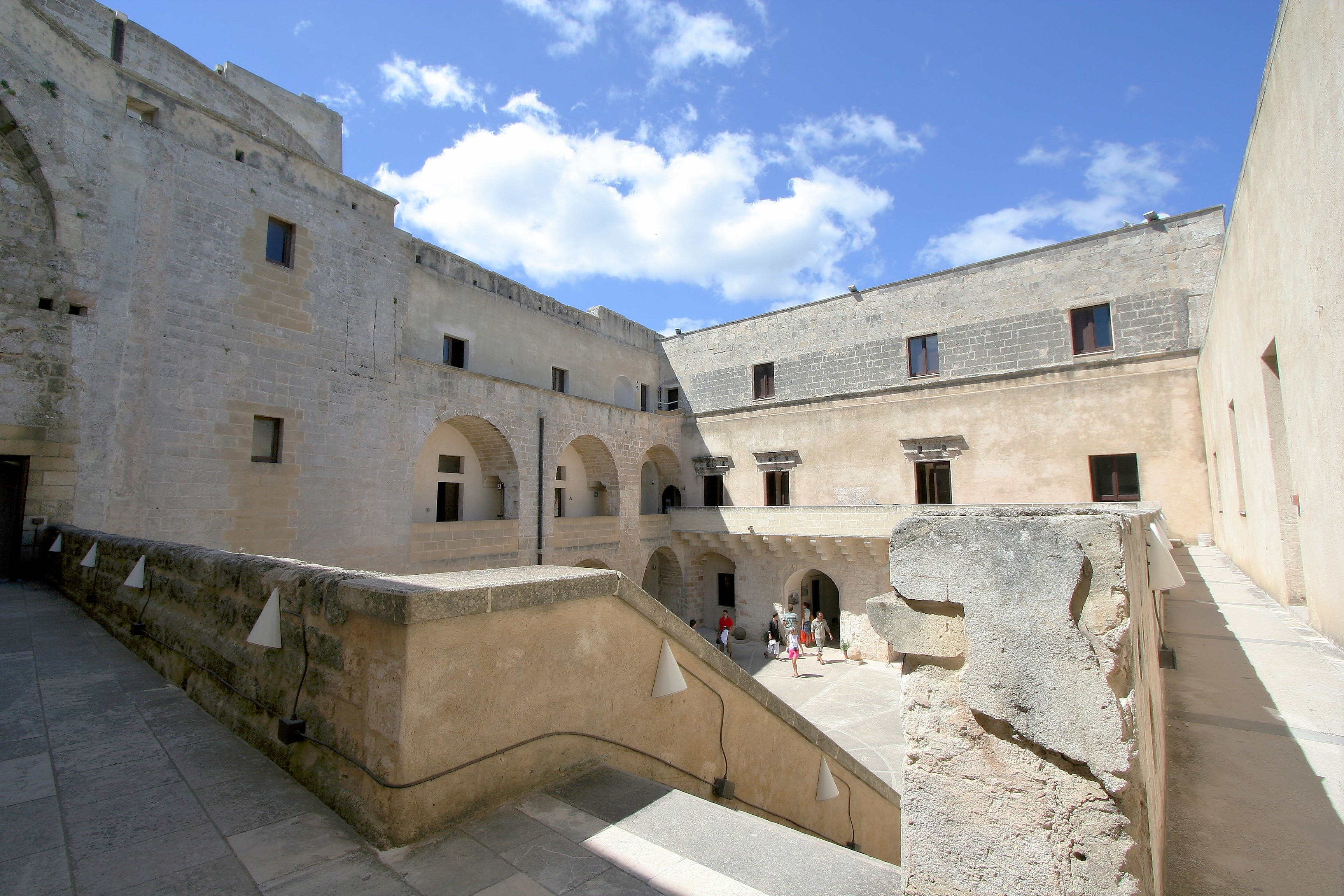
L'intérieur de la forteresse

Importante tête de pont vers l'Orient, la ville d'Otrante a été flanquée dès l'Antiquité par un système défensif à base de fortifications modifiées et renforcées au cours des siècles. Le siège de la ville de 1067 a fortement endommagé l'ensemble, qui a été réparé quelques années plus tard par Robert Guiscard. 
En 1228, Frédéric IIe a renforcé le système, comme le prouvent les restes de la tour du corps médian cylindrique, englobée dans le bastion à fer de lance, et au nord-est la cour entourée d'une muraille.
Les fouilles des souterrains laissent supposer que le château primitif ait été bâti d'après un plan central quadrangulaire comportant à ses angles des tours cylindriques.
Après le sac d'Otrante de 1480 par les Turcs, le château a dû être reconstruit par Alphonse d'Aragon, duc de Calabre. 
À la fin du XVe siècle, la structure a été renforcée par les vénitiens qui avaient pris possession des lieux, par l'ajout d'artillerie et bombardes. 
De la période aragonaise, il reste le donjon et une partie de muraille.
L'aspect actuel est le fruit de l'action des vice rois espagnols qui l'ont restructuré conformément aux dernières techniques de l'architecture militaire à partir de 1535, en particulier Pierre Alvarez de Tolède dont les armes figurent sur le portail et dans la petite cour extérieure.
Les deux bastions polygonaux sur le versant marin ont été ajoutés en 1578 en englobant l'ancien bastion aragonais. 
Vers le milieu du XVIIe siècle G. F. Saponaro a été chargé de renforcer le château qui se présente aujourd'hui à plan pentagonal entouré par un large fossé et flanqué de quatre tours, trois circulaires en carparo et une à pointe dirigée vers la mer. Sur le cinquième côté, découvert, se trouve le pont-levis.

## En littérature
La forteresse d'Otrante a inspiré le premier roman gothique de l'histoire : Le Château d'Otrante, de Horace Walpole (1764), et le libretto de l’opéra bouffe en trois actes : Le Baron d'Otrante (1769) de Voltaire.

### Source de traduction
- (it) Cet article est partiellement ou en totalité issu de l’article de Wikipédia en italien intitulé « Castello di Otranto » (voir la liste des auteurs).